# Julio Meléndez
Julio Guillermo Meléndez Calderón (11 kwietnia 1942) – piłkarz peruwiański, obrońca.
Urodzony w Limie Meléndez w piłkę zaczął grać w klubie Centro Iqueño Lima. W latach 1961–1962 był piłkarzem klubu Defensor Lima, a od 1962 do 1963 grał w klubie KDT Nacional Callao. W latach 1963–1964 grał w klubie Sport Boys Callao. Od 1965 do 1967 roku występował w barwach klubu Defensor Arica Lima, po czym przeniósł się do Argentyny, gdzie od 1968 roku był graczem klubu Boca Juniors. W barwach Boca Juniors zadebiutował 10 marca w wygranym 2:1 meczu z CA Colón.
W 1969 roku został mistrzem Argentyny mistrzostw Nacional, dzięki czemu razem Boca Juniors wziął udział w turnieju Copa Libertadores 1970, gdzie jego klub dotarł do ćwierćfinału. Ponowne mistrzostwo Nacional w 1970 roku dało prawo do gry w Copa Libertadores 1971, gdzie jednak Boca Juniors odpadł już w fazie grupowej, przegrywając rywalizację z peruwiańskim klubem Universitario Lima. W barwach klubu Boca Juniors po raz ostatni Meléndez zagrał 30 lipca 1972 roku w przegranym aż 1:5 meczu z drużyną CA Huracán. Łącznie w Boca Juniors rozegrał 154 mecze (13 478 minut). Następnie w latach 1972–1973 znów grał w Defensor Lima, razem z którym w 1973 roku zdobył tytuł mistrza Peru. W 1973 roku przeszedł do klubu Atlético Chalaco Callao, a w 1974 był graczem klubu Unión Tumán.
Jako gracz klubu Juan Aurich Chiclayo był w składzie reprezentacji podczas turnieju Copa América 1975, gdzie Peru zdobyło tytuł mistrza Ameryki Południowej. Meléndez zagrał we wszystkich 9 meczach – dwóch z Chile, dwóch z Boliwią, dwóch z Brazylią i trzech z Kolumbią. W rewanżowym meczu z Brazylią strzelił samobójczego gola, który dał prowadzenie rywalom. Choć Peru przegrało 0:2, zdołało awansować do finału. Samobójczy gol Meléndeza był jedyną samobójczą bramką w całym turnieju.
W 1977 roku Meléndez wziął udział w eliminacjach do finałów mistrzostw świata w 1978 roku. Zagrał we wszystkich sześciu meczach – dwóch z Ekwadorem, dwóch z Chile oraz z Brazylią i Boliwią. Na finały jednak nie pojechał, a mecz z Boliwią okazał się ostatnim w reprezentacji narodowej.
W 1978 roku Meléndez był piłkarzem klubu León Huánuco, w którym w 1979 roku zakończył karierę.
Od 15 kwietnia 1965 roku do 17 lipca 1977 roku Meléndez rozegrał w reprezentacji narodowej 35 meczów, w których nie zdobył dla swej drużyny żadnej bramki.
Meléndez zaliczany jest do grona najwybitniejszych obrońców w historii futbolu peruwiańskiego. W okresie kariery był on jednym z najbardziej znanych obrońców południowoamerykańskich.